# Szymanowo (powiat ostródzki)
Szymanowo – osada w Polsce położona w województwie warmińsko-mazurskim, w powiecie ostródzkim, w gminie Morąg. Znajduje się tam Specjalny Ośrodek Szkolno Wychowawczy dla dzieci.
W latach 1975–1998 miejscowość należała administracyjnie do województwa olsztyńskiego. Miejscowość leży w historycznym regionie Prus Górnych.
W roku 1973 jako osada Szymanowo należało do powiatu morąskiego, gmina i poczta Morąg.